# Christina Allzeit

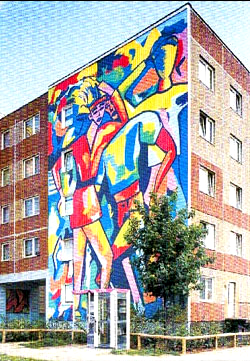
Hausfassade in Berlin-Hellersdorf

Christina Allzeit (* 1960 in Berlin) ist eine Berliner Künstlerin des abstrakten Expressionismus, die ebenfalls unter dem Künstlernamen „Carina Arte“ und „Spacetime“ arbeitet. Dauerhaft präsent ist ihre Fassadenmalerei.

## Leben und Werk
1992 und 1993 gestaltete Christina Allzeit in Berlin-Hellersdorf eine große Hausfassade und mehrere Treppenhäuser. 
Weiterhin hat Christina Allzeit seit Ende 2004 an verschiedenen künstlerischen Projekten mit dem in Berlin lebenden französischen Mauermaler Thierry Noir gemalt. 
Im Jahr 2000 entstand ein Arts & Lyrics-Projekt mit dem in Ulm lebenden Lyriker Novàrtes. Seit Mitte 2004 engagiert sich  Allzeit für das geplante Berliner Stadtschloss, welches sie bereits mehrfach gemalt und gezeichnet hat. Seit Herbst 2004 arbeitet sie an dem großen Welt-Frieden-Projekt MARICI, bei dem sie ausgehend von dem Gedanken „One world – one future“ ein Bild (15 × 13 m) malt, welches zusammengesetzt aus 195 Einzelbildern (jeweils 1 × 1 m) besteht. Jedes Bild steht für einen Staat auf dieser Welt. Ein Teil des Erlöses wurde für karitative Zwecke eingesetzt. 

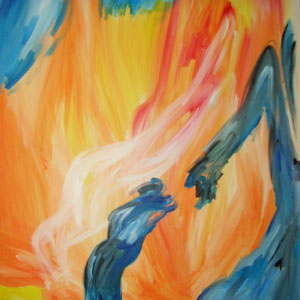
Marici-Bild für Antigua und Barbuda
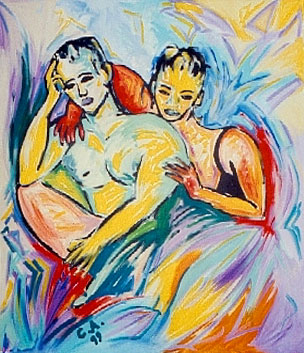
Der Schöne und das Biest III